# سلیمان المغنی
سلیمان المغنی (انگلیسی: Sulaiman Al-Maghni؛ زادهٔ ۱۵ ژانویهٔ ۱۹۸۲) یک بازیکن فوتبال است.